# س. أ. ستيفنز
س. أ. ستيفنز (بالإنجليزية: C. A. Stephens)‏ هو كاتب أمريكي، ولد في 21 أكتوبر 1844، وتوفي في 22 سبتمبر 1931.